# 1987年アイスホッケー世界選手権
1987年アイスホッケー世界選手権（第52回アイスホッケー世界選手権）は、28ヶ国が4つのレベルに分けて争われた。またこの大会は第63回アイスホッケー欧州選手権も兼ねて行われている。
ディビジョンAは4月17日から5月3日までオーストリアのウィーンで行われた。各チームはそれぞれ1回ずつ総当たり戦を行い、上位4チームがトーナメントではなく総当たり戦で優勝を争った。1次リーグの結果は持ち越さなかった。世界選手権はスウェーデンが4回目の優勝、欧州選手権はヨーロッパ諸国同士の成績で争われたがソビエト連邦が25回目の優勝を果たした。スイスがディビジョンBに陥落することとなった。
ディビジョンBではポーランドがディビジョンAに昇格、オランダ、中国がディビジョンCに降格することとなった。
ディビジョンCではデンマーク、日本がディビジョンBに昇格、ベルギー、ルーマニアがディビジョンDに降格した。
ディビジョンDではオーストラリア、韓国がディビジョンCに昇格した。

## 第52回世界選手権
| 順位 | 国               |
| ---- | ---------------- |
| 優勝 | スウェーデン     |
| 2位  | ソビエト連邦     |
| 3位  | チェコスロバキア |
| 4位  | カナダ           |
| 5位  | フィンランド     |
| 6位  | ドイツ           |
| 7位  | アメリカ合衆国   |
| 8位  | スイス           |

## 第63回欧州選手権
| 順位 | 国               |
| ---- | ---------------- |
| 優勝 | ソビエト連邦     |
| 2位  | チェコスロバキア |
| 3位  | フィンランド     |
| 4位  | スウェーデン     |
| 5位  | ドイツ           |
| 6位  | スイス           |